# Gentianella pleurogynoides
Gentianella pleurogynoides là một loài thực vật có hoa trong họ Long đởm. Loài này được (Griseb.) Glenny mô tả khoa học đầu tiên năm 2004.